# NGC 4395
NGC 4395 es una galaxia espiral que se encuentra a sólo 14 millones de años luz de distancia en dirección a la constelación de Canes Venatici, los perros de caza. De magnitud aparente 10,6, es una galaxia de baja luminosidad superficial (15,3). Tiene varias áreas amplias más brillantes que van en sentido noroeste-sureste. Estas manchas poseen sus propios números NGC: 4401, 4400 y 4399.

## Características
Lo más destacable en esta galaxia es que contiene uno de los agujeros negros supermasivos más pequeños que existen. Cuando lo habitual es que el agujero negro central de una galaxia tenga una masa entre 1 y 1000 millones de veces la masa solar, el de NGC 4395 es "tan sólo" 300.000 veces más masivo que el Sol.
Igualmente es atípica la galaxia, pues es fundamentalmente plana, sin el bulbo central que muestran la mayor parte de las galaxias con forma de disco. Se cree que la forma de la galaxia está relacionada con el pequeño tamaño del agujero negro. En concreto, se piensa que el agujero negro no es más grande porque no tiene materia en su entorno inmediato para seguir creciendo. Se puede decir que ya se ha "comido" todas las estrellas del centro de la galaxia. 